# Orofino (Idaho)
Orofino település az Amerikai Egyesült Államok Idaho államában, Clearwater megyében, melynek megyeszékhelye is. Lakosainak száma 2656 fő (2020. április 1.).

## Népesség
A település népességének változása:

| 2010 | 3 142 |
| 2020 | 2 656 |